# كاتدرائية سيدة الإنتقال (الجديدة)
كاتدرائية سيدة الانتقال أو كنيسة السيدة العذراء هي كنيسة مانويل برتغالية توجد بمدينة الجديدة في المغرب.
تم بناؤها في أوائل القرن السادس عشر من طرف البرتغاليين.